# Electrosuisse

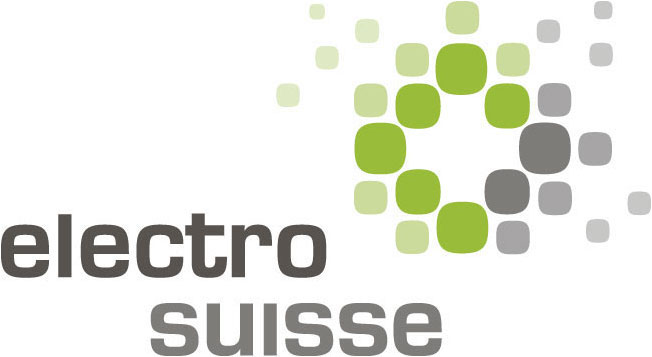
Logo von Electrosuisse

Electrosuisse, Verband für Elektro-, Energie- und Informationstechnik ist eine Schweizer Fachorganisation auf dem Gebiet der Elektro-, Energie- und Informationstechnik. Als unabhängiger und politisch neutraler Verband ist Electrosuisse eine Wissensdrehscheibe für die sichere, wirtschaftliche und umweltgerechte Nutzung von Energie in Industrie und Infrastruktur. Die Fachorganisation bietet diverse Dienstleistungen wie Qualitätsicherung technischer Anlagen, Zertifizierung, Weiterbildung von technischem Personal und Systemengineering. Ferner ist Electrosuisse Quelle elektrotechnischer Normierung in der Schweiz (Comité Électrotechnique Suisse).

## Geschichte
Die schweizerischen Pioniere der Starkstromtechnik schlossen sich am 24. April 1889 zum Schweizerischen Elektrotechnischen Verein (SEV) zusammen, um einerseits mit der Konkurrenz im Energiebereich in Wettbewerb zu treten und andererseits die Normen zu vereinheitlichen. Ab 1895 wurde der SEV vom Verband Schweizerischer Elektrizitätsunternehmen (VSE) in seinen Bestrebungen unterstützt. 1897 schuf der SEV das Eidgenössische Starkstrominspektorat (ESTI), das die Kontrolle der Sicherheitsstandards in der Elektrobranche übernahm. Im Jahre 2002 erfolgte der Wechsel der Verbandsbezeichnung zum heutigen Namen Electrosuise. Hauptsitz ist in Fehraltorf ZH. Regionalbüros befinden sich in Bulle FR, Bern und Wildegg AG. Electrosuisse beschäftigt ca. 300 Mitarbeitende.

## Ziele
Die Fachorganisation hat unter anderem folgende Aufgaben:
- bietet Brancheninformationen, Aus- und Weiterbildung an
- führt Kontrollen und Qualitätssicherung technischer Anlagen durch
- bietet Erfahrungsaustausch im nationalen und internationalen Rahmen an
- bietet branchenübergreifende Kontakte mit Fachleuten aus Politik, Wirtschaft und Schule an
- setzt sich für die Sicherung und Qualität der elektrotechnischen Berufsausbildung ein
- unterstützt Unternehmungen und Infrastrukturbetreiber im sicheren und nachhaltigen Umgang mit Energie
- ist für die Normung und Prüfung auf dem Gebiet der Elektrotechnik zuständig und vertritt mit dem CES die Schweizer Wirtschaft im Bereich der Elektrotechnik in den internationalen Normungs- und Zertifizierungsgremien. Die Vergabe des ENEC-Zeichens vereinfacht den Absatz Schweizer Produkte in den Mitgliedstaaten der Europäischen Union.[2]

## Mitglieder
Die Mitgliederbasis der Fachorganisation umfasst rund 2'500 Organisationen (Energieversorgungsunternehmen, Industriebetriebe, Hoch- und Fachhochschulen, Verbände und Institutionen) und 4'000 Personen (Ingenieure, Berufsfachleute, Wissenschaftler und Studierende).

## Publikationen
Publikationsorgan ist die Zeitschrift Bulletin Electrosuisse, die bis Ende 2022 Bulletin SEV/VSE hiess.